# Pomacuma cognatum
Pomacuma cognatum är en kräftdjursart som beskrevs av Hale 1944. Pomacuma cognatum ingår i släktet Pomacuma och familjen Bodotriidae. Inga underarter finns listade i Catalogue of Life.